# Polyorycta interrupta
Polyorycta interrupta är en fjärilsart som beskrevs av Moore 1885. Polyorycta interrupta ingår i släktet Polyorycta och familjen nattflyn. Inga underarter finns listade i Catalogue of Life.